# كريستيان فريدريش شونباين
كريستيان فريدريش شونباين (بالألمانية: Christian Friedrich Schönbein) هو كيميائي ألماني سويسري عاش في الفترة ما بين سنتي 1799-1868.
ينسب إلى شونباين الفضل في اختراع خلية الوقود في سنة 1838؛ بشكل متزامن ومستقل مع العالم وليام روبرت جروف. كما ينسب إلى شونباين اكتشاف كل من نترو السيليلوز، وغاز الأوزون.